# Singha
Singha (in thailandese สิงห์, Sing) è una birra lager thailandese contenente il 5% di alcool, prodotta in Thailandia dalla Singha Corporation Co. Ltd., una sussidiaria della Boon Rawd Brewery.
Sing-to significa leone in thailandese. Creata nel 1933, è la birra più vecchia e più popolare del paese, anche se da alcuni anni la sua egemonia di mercato è attaccata da concorrenti come la birra Chang, prodotta da Carlsberg, o da altre birre straniere trattate in Thailandia.
Era presente in commercio una versione più leggera, con gradazione alcolica pari al 4,8%, ma a causa dello scarso successo fu tolta dal commercio.  La Boon Rawd Brewery, società che produce la Singha, nel 1994 ha acquistato due birrifici in Sassonia: lo scopo era quello di produrre una varietà di Singha per il mercato europeo. La capacità produttiva della ditta è di 1 miliardo di litri all'anno.

## Prodotti
La Singha è prodotta in più versioni:
- Singha Lager Beer, con il 6,0% di alcool.
- Singha Light, con il 3,5% di alcool.
- Leo Beer, con il 5,0% di alcool.
- Thai Beer, con il 6,4% di alcool.

Esistono anche altri tipi di Singha non alcolici:
- Singha Drinking Water
- Singha Drinking Soda
- B-Ing
- Moshi Green Tea, in quattro versioni: original, lemon, melon e fruit.